# بدن تو
جسم تو ||اسپانیایی|Tu Cuerpo}} آهنگی از پیت بول، رپر آمریکایی-کوبایی ساکن میامی است که به همراهی خواننده لاتین جینکارلوس خوانده شده‌است. سبک این آهنگ لاتین پاپ می‌باشد که در تاریخ ۱۵ فوریه ۲۰۱۱ توسط سونی موزیک لاتین و آقای ۳۰۵ منتشر شد. ترانه‌سراهای این آهنگ آرماندو کریستین پرز، دیوید میراندا و جینکارلوس می‌باشد. این آهنگ چهارمین آهنگ پتجمین آلبوم استودیویی پیت بول آرماندو می‌باشد.